# Perilampus dalawanensis
Perilampus dalawanensis är en stekelart som beskrevs av Karl-Johan Hedqvist 1968. Perilampus dalawanensis ingår i släktet Perilampus och familjen gropglanssteklar.
Artens utbredningsområde är Filippinerna. Inga underarter finns listade i Catalogue of Life.